# Final da Copa Sul-Americana de 2021
A final da Copa Sul-Americana 2021 foi a última partida da competição que definiu o vencedor da edição de 2021. Esta foi a 20ª final da Copa Sul-Americana, torneio sul-americano de futebol de clubes organizado pela Confederação Sul-Americana de Futebol (CONMEBOL). Foi disputada em 20 de novembro de 2021, no Estádio Centenario, em Montevidéu, Uruguai, pela primeira vez por duas equipes brasileiras: Athletico Paranaense e Red Bull Bragantino.
O vencedor da Copa Sul-Americana 2021 tem o direito de jogar contra o vencedor da Copa Libertadores de 2021 na Recopa Sul-Americana de 2022. Também se classifica automaticamente para a fase de grupos da Copa Libertadores de 2022.
Em 13 de maio de 2021, a CONMEBOL anunciou que tanto a final da Copa Sul-Americana quanto da Copa Libertadores seria realizada no Estádio Centenario.

## Local
| Associação | Estádio                         | Cidade              | Capacidade |
| ---------- | ------------------------------- | ------------------- | ---------- |
| Argentina  | Estadio Juan Domingo Perón      | Avellaneda          | 61 000     |
| Argentina  | Estádio Libertadores de América | Avellaneda          | 48 069     |
| Argentina  | Estádio Monumental de Núñez     | Buenos Aires        | 70 074     |
| Argentina  | Estádio La Bombonera            | Buenos Aires        | 54 000     |
| Argentina  | Estadio Nuevo Gasómetro         | Buenos Aires        | 47 964     |
| Argentina  | Estadio Único                   | Santiago del Estero | 57 000     |
| Brasil     | Estádio Nacional Mané Garrincha | Brasília            | 69 432     |
| Brasil     | Arena da Baixada                | Curitiba            | 42 372     |
| Brasil     | Estádio Castelão                | Fortaleza           | 60 348     |
| Brasil     | Estádio Beira-Rio               | Porto Alegre        | 50 128     |
| Brasil     | Arena Pernambuco                | Recife              | 42 583     |
| Brasil     | Estádio do Maracanã             | Rio de Janeiro      | 74 738     |
| Brasil     | Arena Fonte Nova                | Salvador            | 51 708     |
| Chile      | Estádio Nacional                | Santiago            | 58 665     |
| Equador    | Estádio Casa Blanca             | Quito               | 41 575     |
| Uruguai    | Estádio Centenario              | Montevidéu          | 60 235     |

Em 13 de maio de 2021, a CONMEBOL anunciou que o Estádio Centenario de Montevidéu foi o escolhido para a final de 2021.

## Antecedentes

### Caminhos até à final
| Pos. | Equipe               | Pts | J | V | E | D | GP | GC | SG |
| ---- | -------------------- | --- | - | - | - | - | -- | -- | -- |
| 1    | Athletico Paranaense | 15  | 6 | 5 | 0 | 1 | 8  | 1  | +7 |
| 2    | Melgar               | 10  | 6 | 3 | 1 | 2 | 7  | 5  | +2 |
| 3    | Aucas                | 6   | 6 | 2 | 0 | 4 | 7  | 11 | –4 |
| 4    | Metropolitanos       | 4   | 6 | 1 | 1 | 4 | 5  | 10 | –5 |

| Pos. | Equipe              | Pts | J | V | E | D | GP | GC | SG |
| ---- | ------------------- | --- | - | - | - | - | -- | -- | -- |
| 1    | Red Bull Bragantino | 12  | 6 | 4 | 0 | 2 | 7  | 6  | +1 |
| 2    | Emelec              | 10  | 6 | 3 | 1 | 2 | 9  | 8  | +1 |
| 3    | Talleres            | 8   | 6 | 2 | 2 | 2 | 7  | 5  | +2 |
| 4    | Deportes Tolima     | 3   | 6 | 0 | 3 | 3 | 4  | 8  | –4 |

Legenda: (C) casa; (F) fora

## Formato
Pela terceira vez a final será disputada em local neutro e em jogo único. Em caso de igualdade no placar ao final dos 90 minutos regulamentares, será realizada uma prorrogação de mais 30 minutos. Persistindo o empate, o título será definido através das disputas de pênaltis.

## Detalhes

### Partida
| 20 de novembro | Athletico Paranaense | 1 – 0     | Red Bull Bragantino | Estádio Centenario, Montevidéu               |
| 17:00 (UTC−3)  | Nikão 29'            | Relatório |                     | Público: ~20 000 Árbitro: URU Andrés Matonte |

| Athletico-PR | Bragantino |

| G                | 1  | Santos            |     |       |
| LD               | 34 | Pedro Henrique    |     |       |
| Z                | 44 | Thiago Heleno     |     |       |
| LE               | 22 | Nicolás Hernández |     | 75'   |
| V                | 5  | Marcinho          |     |       |
| V                | 26 | Erick             | 64' | 82'   |
| V                | 18 | Léo Cittadini     | 38' | 90+5' |
| M                | 16 | Abner Vinícius    | 45' |       |
| M                | 11 | Nikão             |     |       |
| M                | 20 | David Terans      |     | 75'   |
| A                | 9  | Renato Kayzer     |     | 75'   |
| Substitutos:     |    |                   |     |       |
| G                | 24 | Bento             |     |       |
| D                | 6  | Márcio Azevedo    |     |       |
| D                | 13 | Khellven          |     |       |
| D                | 27 | Zé Ivaldo         |     | 75'   |
| D                | 30 | Nicolas           |     | 90+5' |
| D                | 38 | Lucas Fasson      |     |       |
| D                | 48 | Pedrinho          |     |       |
| M                | 8  | Fernando Canesin  |     | 82'   |
| M                | 39 | Christian         |     | 75'   |
| A                | 15 | Jader             |     |       |
| A                | 28 | Pedro Rocha       |     | 75'   |
| A                | 37 | Bissoli           |     |       |
| Treinador:       |    |                   |     |       |
| Alberto Valentim |    |                   |     |       |

| G                 | 18 | Cleiton         |     |     |
| LD                | 13 | Aderlan         | 73' |     |
| Z                 | 14 | Fabrício Bruno  | 16' |     |
| Z                 | 3  | Léo Ortiz       |     |     |
| LE                | 6  | Edimar          |     | 77' |
| V                 | 5  | Jadsom          |     |     |
| V                 | 25 | Bruno Praxedes  |     | 82' |
| V                 | 28 | Tomás Cuello    |     | 82' |
| M                 | 7  | Artur           |     | 88' |
| M                 | 11 | Helinho         |     |     |
| A                 | 15 | Ytalo           |     | 88' |
| Substitutos:      |    |                 |     |     |
| G                 | 1  | Júlio César     |     |     |
| D                 | 17 | Weverton        |     |     |
| D                 | 21 | Natan           |     |     |
| D                 | 29 | Luan Cândido    |     | 77' |
| D                 | 31 | Guilherme Lopes |     |     |
| M                 | 23 | Cristiano       |     |     |
| A                 | 9  | Alerrandro      |     | 82' |
| A                 | 19 | Bruno Gonçalves |     |     |
| A                 | 22 | Leandrinho      |     | 88' |
| A                 | 27 | Jan Hurtado     |     | 88' |
| A                 | 33 | Pedrinho        |     |     |
| A                 | 34 | Gabriel Novaes  |     | 82' |
| Treinador:        |    |                 |     |     |
| Maurício Barbieri |    |                 |     |     |

| Jogador da partida: Nikão (Athletico Paranaense) |

| Árbitros assistentes: URU Martín Soppi URU Carlos Barreiro Quarto árbitro: URU Christian Ferreyra Árbitro de vídeo: URU Leodán González Árbitros assistentes de vídeo: PER Víctor Carrillo URU Nicolás Tarán VEN Juan Soto |